# Higueruelas (Valence)
Higueruelas, en castillan et officiellement (Figueroles de Domenyo en valencien), est une commune d'Espagne de la province de Valence dans la Communauté valencienne. Elle est située dans la comarque de Los Serranos et dans la zone à prédominance linguistique castillane.

## Géographie

Localisation d'Higueruelas
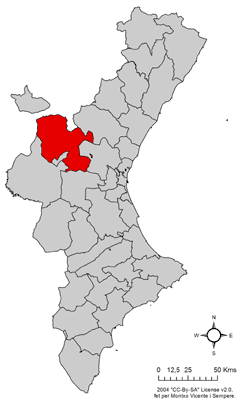
dans la Communauté valencienne.
dans la comarque de Los Serranos.

### Localités limitrophes
Le territoire communal de Higueruelas est voisin de celui des communes suivantes :
Andilla, Calles, Chelva, Domeño et Villar del Arzobispo, toutes situées dans la province de Valence.

## Histoire
Rafael Gil Cortés (Higueruelas, 1952), Higueruelas en tiempos revueltos. República, guerra y represión franquista (Paiporta: Denes, 2016, 400 p.).

## Démographie
| 1990 | 1992 | 1994 | 1996 | 1998 | 2000 | 2002 | 2004 | 2005 | 2007 |
| ---- | ---- | ---- | ---- | ---- | ---- | ---- | ---- | ---- | ---- |
| 595  | 593  | 582  | 556  | 559  | 560  | 557  | 519  | 522  | 531  |

### Sources
- (es) Cet article est partiellement ou en totalité issu de l’article de Wikipédia en espagnol intitulé « Higueruelas » (voir la liste des auteurs).